# Friedrich Heinrich von Bartholdi
Friedrich Heinrich von Bartholdi (zm. 1730)
Jego wujem był pruski generał baron Georg Adolf von Micrander (1640-1723), który adoptował go, dlatego Friedrich Heinrich von Bartholdi używał też czasem nazwiska Friedrich Heinrich von Bartholdi-Micrander.
W roku 1704 Friedrich zastąpił swego brata Christiana Friedricha von Bartholdiego (1668-1714) na stanowisku ambasadora Prus przy wiedeńskim dworze. Friedrich Heinrich piastował ten urząd do roku 1714.